# August Geffers
Heinrich Karl August Geffers (* 6. Januar 1805 in Portenhagen; † 10. März 1863 in Göttingen) war ein deutscher Klassischer Philologe und Gymnasialdirektor.

## Leben
August Geffers, der Sohn eines Lehrers, besuchte von Ostern 1820 bis Ostern 1826 das Gymnasium in Holzminden und studierte anschließend an der Universität Göttingen Evangelische Theologie, wechselte aber bald von diesem Fach zur Klassischen Philologie. Er gehörte ab 1827 dem philologischen Seminar und dem philologischen Verein unter der Leitung von Georg Ludolf Dissen und Karl Otfried Müller an. Seinen Lebensunterhalt verdiente er sich durch Privatunterricht. Noch während des Studiums, Anfang 1829, erhielt Geffers eine Anstellung als Kollaborator (Hilfslehrer) am Göttinger Gymnasium; eine wissenschaftliche Prüfung war bis 1831 dazu nicht nötig. Geffers schloss sein Studium im selben Jahr am 26. September mit der Promotion zum Dr. phil. ab.
1831 wurde Geffers zum Konrektor und Ordinarius der Sekunda ernannt. Er unterstützte den im selben Jahr ernannten Direktor August Grotefend bei der Reform des Gymnasiums, verfasste 1832 die erste Programmabhandlung des Gymnasiums und vertrat in den folgenden Jahren den erkrankten Direktor mehrmals. Nach Grotefends Tod (1836) wurde er zunächst nicht befördert: Das Direktorat ging an den Gymnasialdirektor Karl Ferdinand Ranke aus Quedlinburg. Nach dessen Fortgang (1842) wurde Geffers schließlich zum Rektor des Gymnasiums ernannt und leitete es bis zu seinem Tod. Zugleich leitete er das pädagogische Seminar, das die wissenschaftliche Lehrerausbildung im Anschluss an das Universitätsstudium leistete. Während seiner Amtszeit erlebte das Göttinger Gymnasium einen Aufschwung. Die Unterrichtsqualität verbesserte sich durch Personalentscheidungen, neue Lehrpläne und Lehrmittel. Die Schülerzahl stieg von 200 (1831) auf 213 (1842) und 369 (1863). Nachdem das Schulgebäude am Wilhelmsplatz bereits 1839 erweitert und 1840 dem Gymnasium zwei Realklassen hinzugefügt wurden, kam 1851 noch eine dritte Realklasse hinzu.
Geffers war ab 1832 mit Henriette geb. Greve verheiratet. Das Paar hatte vier Kinder, von denen nur zwei das Erwachsenenalter erreichten.

## Schriften (Auswahl)
- Quaestiones Democriteae. Göttingen 1829 (Dissertation)
- De ἄν particula dissertatio. Göttingen 1832 (Schulprogramm)
- De nova Academia Arcesila auctore constituta. Particula prima. Göttingen 1842 (Schulprogramm)
- De Arcesilae successoribus disputatio. Göttingen 1845 (Schulprogramm)
- De Oedipi Sophoclei culpa commentatio. Göttingen 1850 (Schulprogramm)
- De Deo ex machina in Philocteta Sophoclis interveniente commentatio. Göttingen 1854 (Schulprogramm)
- Das Alterthum und das Christenthum in den Gymnasien. Göttingen 1857 (Schulprogramm)